# Courtney Burr
Pour les articles homonymes, voir Burr.
 (janvier 2017).
Si vous disposez d'ouvrages ou d'articles de référence ou si vous connaissez des sites web de qualité traitant du thème abordé ici, merci de compléter l'article en donnant les références utiles à sa vérifiabilité et en les liant à la section « Notes et références ».
Courtney Burr (8 juillet 1890 - 17 octobre 1961) est un producteur de théâtre américain.

## Biographie
Il compte, parmi la vingtaine de pièces dont il supervisa la création, deux grands succès : Sailor Beware (1933) et The Seven Year Itch (1952).